# Simon Cross
Simon James Cross (ur. 31 maja 1965 w Hereford) – brytyjski żużlowiec, występujący również na długim torze i na trawie.

## Życiorys
Drużynowy Mistrz Świata z roku 1989 w Bradford. Był trzykrotnym finalistą DMŚ. Dwa razy był w finałach IMŚ. Dwa razy został powołany na MŚP. Startował czterokrotnie w finałach IMŚ na długim torze.
Siedmiokrotny finalista Indywidualnych Mistrzostw Wielkiej Brytanii. Cztery razy startował w finałach Młodzieżowych Indywidualnych Mistrzostw Wielkiej Brytanii.
W 1992 r. w lidze polskiej reprezentował Start Gniezno. Wystartował w zaledwie w trzech meczach.

## Przynależność klubowa
Wielka Brytania
- Oxford Cheetahs (1982)
- Weymouth Wildcats (1982)
- Cradley Heath Heathens (1982–1995)
- Coventry Bees (1996)

Polska
- Start Gniezno (1992)

Szwecja
- Smederna Eskilstuna (1995–1996)

## Osiągnięcia
Indywidualne Mistrzostwa Świata
- 1987 –  Amsterdam – 11. miejsce – 10 pkt → wyniki
- 1988 –  Vojens – jako rezerwowy - nie startował → wyniki

Drużynowe Mistrzostwa Świata
- 1987 –  Fredericia,  Coventry,  Praga – 2. miejsce – 21 pkt → wyniki
- 1988 –  Long Beach – 4. miejsce – 3 pkt → wyniki
- 1989 –  Bradford – 1. miejsce – 0 pkt → wyniki

Mistrzostwa Świata Par
- 1988 –  Bradford – 2. miejsce – 20 pkt → wyniki
- 1990 –  Landshut – 8. miejsce – 0 pkt → wyniki

Indywidualne Mistrzostwa Świata na długim torze
- 1987 –  Mühldorf – jako rezerwowy - 2 pkt → wyniki
- 1988 –  Scheeßel – 16. miejsce – 3 pkt → wyniki
- 1995 –  Scheeßel – 9. miejsce – 11 pkt → wyniki
- 1998 – 5 turnieje - 8. miejsce – 45 pkt → wyniki

Indywidualne Mistrzostwa Wielkiej Brytanii
- 1985 – Coventry – 9. miejsce – 6+2 pkt → wyniki
- 1986 – Coventry – 16. miejsce – 2 pkt → wyniki
- 1987 – Coventry – 8. miejsce – 8 pkt → wyniki
- 1988 – Coventry – 4. miejsce – 11+2 pkt → wyniki
- 1990 – Coventry – 2. miejsce – 11+3 pkt → wyniki
- 1994 – Coventry – 9. miejsce – 9 pkt → wyniki
- 1996 – Coventry – 10. miejsce – 8 pkt → wyniki

Młodzieżowe Indywidualne Mistrzostwa Wielkiej Brytanii
- 1982 – Canterbury – 3. miejsce – 12+1 pkt → wyniki
- 1983 – Canterbury – 2. miejsce – 13+2 pkt → wyniki
- 1984 – Canterbury – 2. miejsce – 13+w pkt → wyniki
- 1985 – Canterbury – 7. miejsce – 9 pkt → wyniki